# Huis te Merwede
Huis te Merwe(de) of Kasteel Ter Merwe is een voormalig middeleeuws kasteel ten oosten van de stad Dordrecht aan de Merwede. Het kasteel is gebouwd tussen de jaren 1307 en 1335 op het knooppunt van de rivieren Oude Maas, Noord en Merwede, als plaats waar het stapelrecht werd uitgeoefend.
Huis te Merwede is een van de oudste kasteelruïnes in Nederland (al vanaf 1418). Van het kasteel resteert nog een 14e-eeuwse toren met muren van ongeveer twee meter dikte, die achter een gevangenis en een industrieterrein ligt.

## Geschiedenis

### Bewoning
De bouw van het huis werd voltooid in 1335, het was waarschijnlijk niet echt een kasteel, maar meer een ridderhofstad. Tot aan het Beleg van Dordrecht in 1418 werd het beheerd door de familie Van der Merwe(de). Het was het tweede kasteel van de heren Van der Merwede. De eerste vermelding van het huis aan de Merwede dateert van 1335. Uit deze vermelding blijkt dat het huis geen eigendom is van de familie Van der Merwede, maar van de heren Van Putten en Strijen.
Daniel VII van der Merwede, dijkgraaf van de Groote Waard in Zuid-Holland en heer van Steyn, sterft in 1403 zonder een mannelijke opvolger na te laten. De heerlijkheid van de Merwede komt daarna in handen van de dochter van Daniel, Margaretha van der Merwede en Willem van Brederode.

### Ruïnering

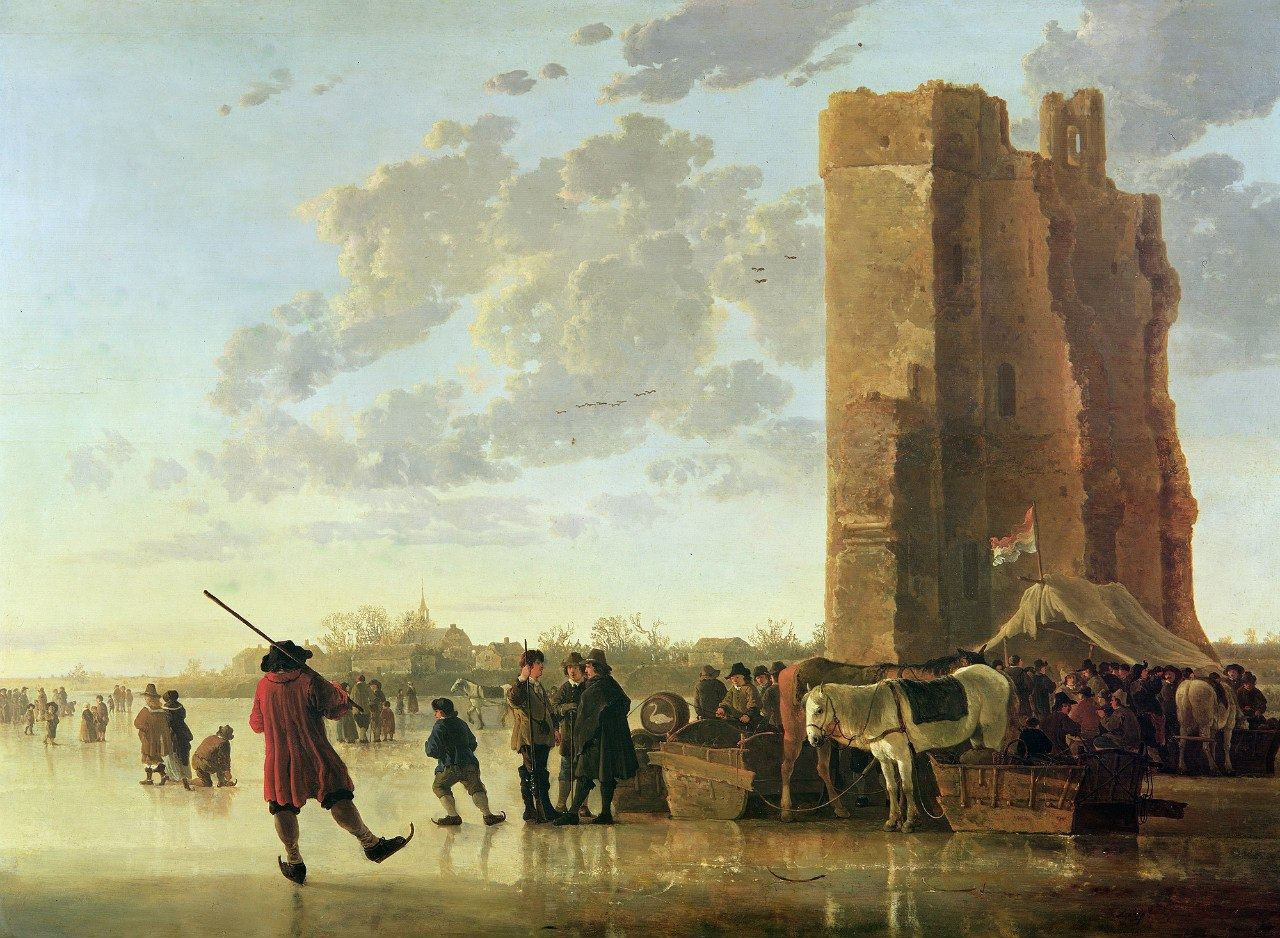
IJsscene voor het Huis te Merwede, Aelbert Cuyp, 1650

Tijdens het Beleg van Dordrecht in 1418 werd het onderkomen ingenomen door Jacoba van Beieren, en diende het als uitvalsbasis voor de pogingen tot inname van de stad. De stedelingen wisten echter Jacoba en haar volgelingen te verjagen en verwoestten het huis gedeeltelijk. Drie jaar later tijdens de Sint-Elisabethsvloed werd het restant vrijwel volledig vernield. Alleen een restant van de donjon aan de naar Dordrecht gekeerde kant bleef over. De ruïne was onbewoonbaar geworden en zou nooit meer worden opgebouwd. In 1604 werden de resten verkocht aan de stad Dordrecht.
Na de Sint-Elisabethsvloed van 1421 kwamen de resten van het kasteel rondom in het water te staan en dat bleef bijna zes eeuwen lang het geval. Pas begin 20e eeuw werd de omgeving ingepolderd en lag de ruïne weer aan de oever van de rivier.

### Archeologisch onderzoek

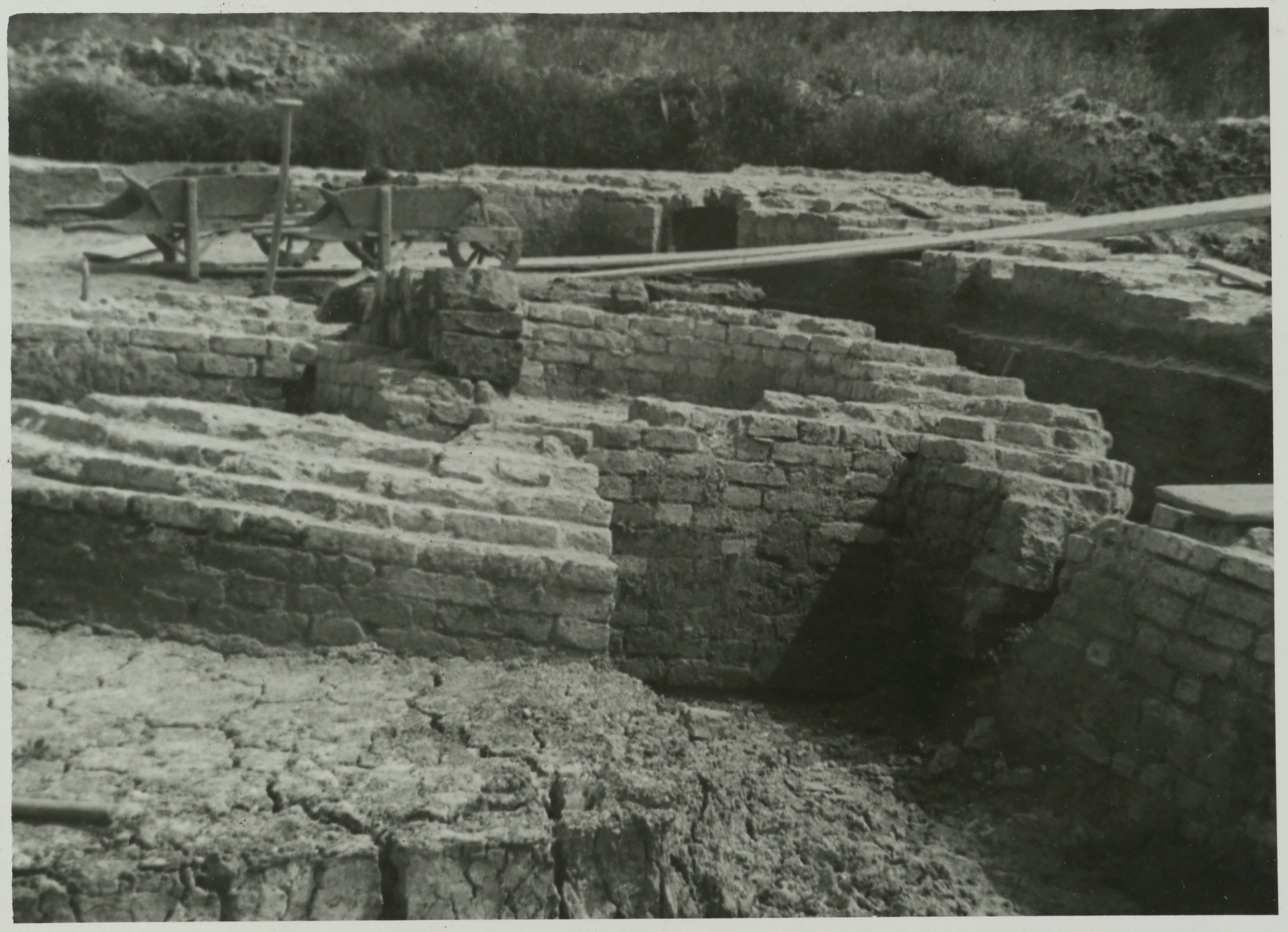
Archeologisch onderzoek in 1943

In de jaren veertig van de 20e eeuw is archeologisch onderzoek verricht. Dit heeft duidelijk gemaakt dat er twee bouwfasen zijn te onderscheiden. In feite waren het twee kastelen: het eerste is waarschijnlijk al bij een grote overstroming in de 14e eeuw zwaar beschadigd. De resten van de ronde toren op de zuidhoek staan sterk uit het lood terwijl de hele zuidmuur naar buiten overhelt. Het tweede Huis te Merwede werd flink vergroot en besloeg ongeveer 34 x 35 meter.

### Restauratie
Jarenlang werd de ruïne, die thans eigendom van de gemeente en vrij te bezichtigen is, verwaarloosd en ging hij schuil tussen oeverbegroeiing. In 2000 echter stelde de gemeentelijke archeoloog Johan Hendriks een plan op om de ruïne aan te pakken. Dit plan is gedeeltelijk gerealiseerd in een opknapbeurt in 2010, waarbij begroeiing en graffiti werden verwijderd, met behulp van hergebruikte stoepranden werd gepoogd om de gehele fundering van het huis zichtbaar te maken, een groot informatiebord werd geplaatst en een wandelroute werd aangelegd. De toegang werd vernoemd naar de voornaam van de heren van het Huis te Merwede: het Heer Daniëlspad. De restauratie leverde ook veel nieuwe informatie op. Merwede was het stamslot van een rijk geslacht en dat is aan de overblijfselen nog steeds af te zien.

## Bezitters

Stamwapen uit het Wapenboek Beyeren voor 1405

Wapen van Daniel VI van der Merwede en Stein uit het Wapenboek Beyeren voor 1405

De heerlijkheid Merwede, en daarmee het Huis te Merwede, hadden de bezitters aanvankelijk in leen van de heren Van Putten en Strijen en na 1371 van de graven van Holland.
- Daniel I van der Merwede, ridder, vermeld 1243-1252, † na 03.07.1266, tr. N. van Putten.
- Daniel II van der Merwede, knape, † om 1283, tr. N. van Brederode-van Doortoghe
- Daniel III van der Merwede, ridder, † om 1330, tr. Beatrix van Alkemade
- Daniel IV van der Merwede, ridder, baanderheer, vermeld vanaf 1317, gesneuveld Stavoren 27.09.1345, tr. Johanna Both van der Eem
- Daniel V van der Merwede, ridder, tr. Margaretha (of Agniese) van Stein, erfdochter van Stein
- Daniel VI van der Merwede en Stein, ridder, † 1403,[3] tr. Margaretha van Haynin, weduwe van Lodewijk van Praet, ridder, heer van Moerkerke († eind 14e eeuw)
- Margaretha van der Merwede en Stein, erfdochter, gest. 1451, tr. Willem van Brederode, ridder, † 1451
- Lodewijk van Praet, heer van Moerkerke (ca. 1381-1440), halfbroer van Margaretha van der Merwede, verwerft het huis ter Merwede door koop in 1424[4]
- Frank van Praet, heer van Moerkerke en Merwede (ca. 1420-1473) vanaf 1440 , trouwde met Elisabeth van Loon (ca. 1450-1514)
- Daniel van Praet, heer van Moerkerke en Merwede vanaf 1473, broer van Frank van Praet
- Margriet van Praet van Moerkerke en Merwede, erfdochter, tr. Gerard van Arkel, heer van Heukelom
- Daniel van Boetzelaer, heer van Merwede 1560-1589 (1536-1591), achterkleinzoon van Frank van Praet
- Rutger van Boetzelaer, heer van Merwede 1589-1598 (1534-1604), broer van Daniel van Boetzelaer
- Rutger Wessel van Boetzelaer, heer van Merwede 1598
- Stad Dordrecht door koop sinds 1604.

## Afbeeldingen

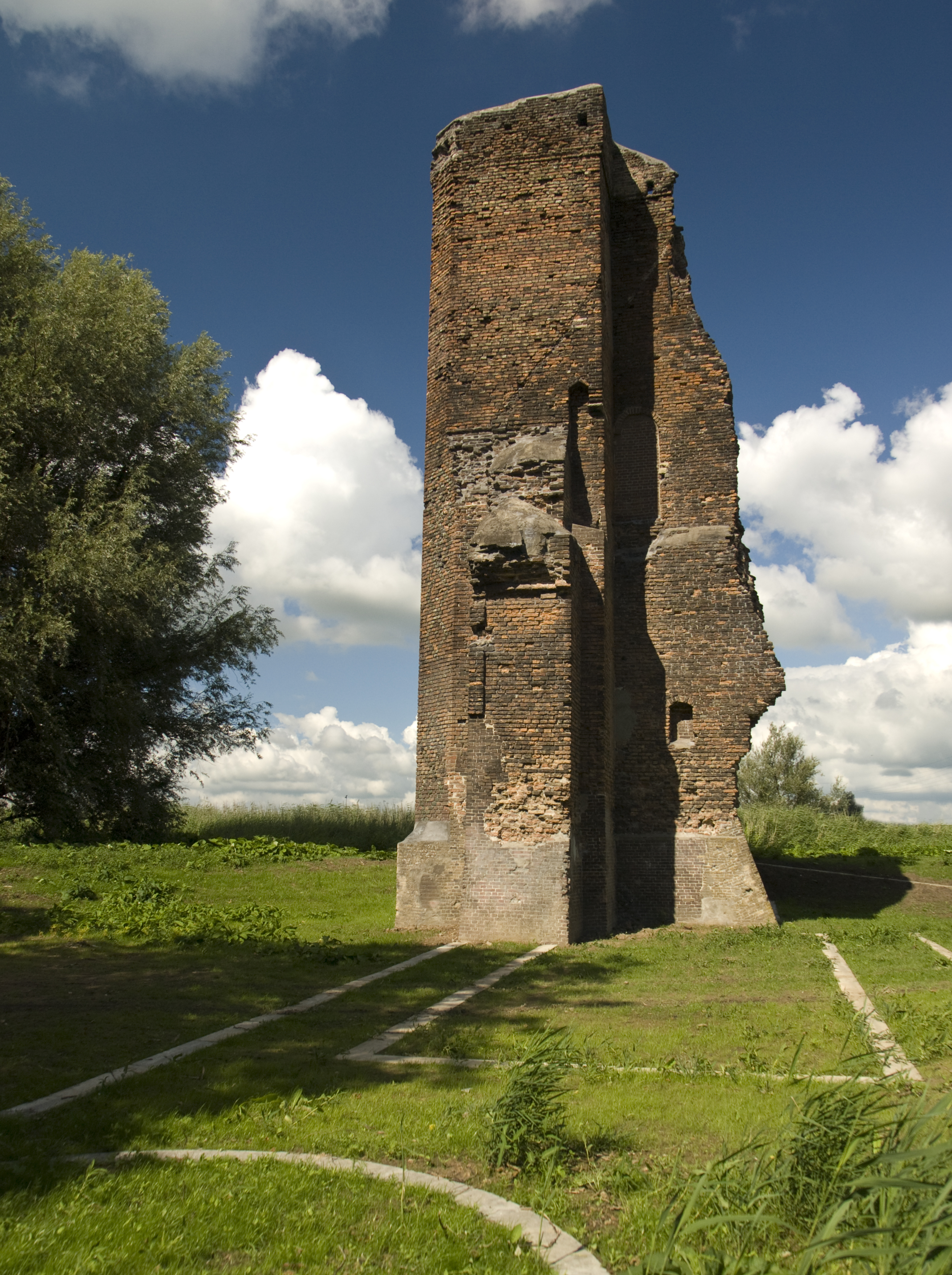
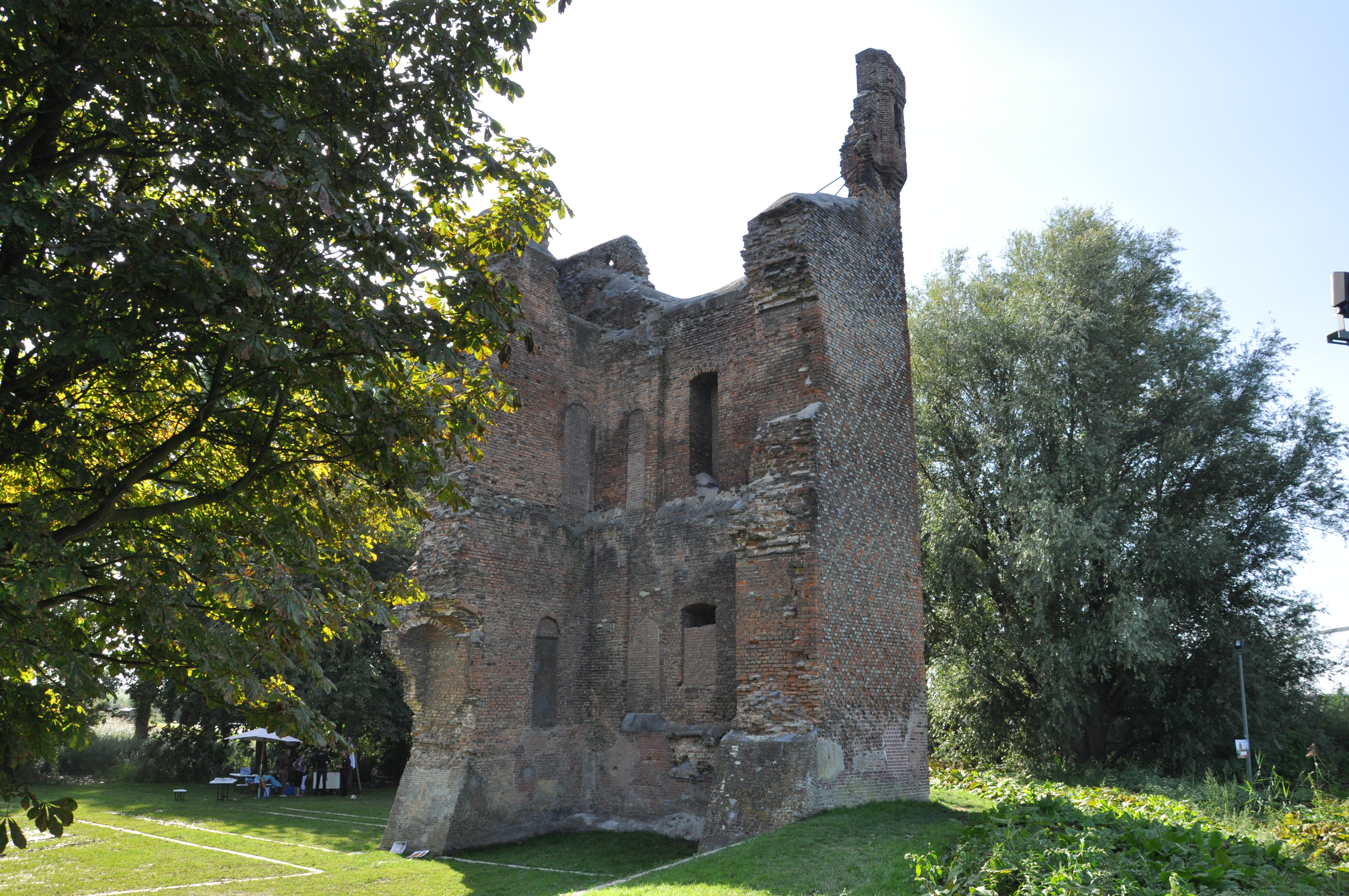
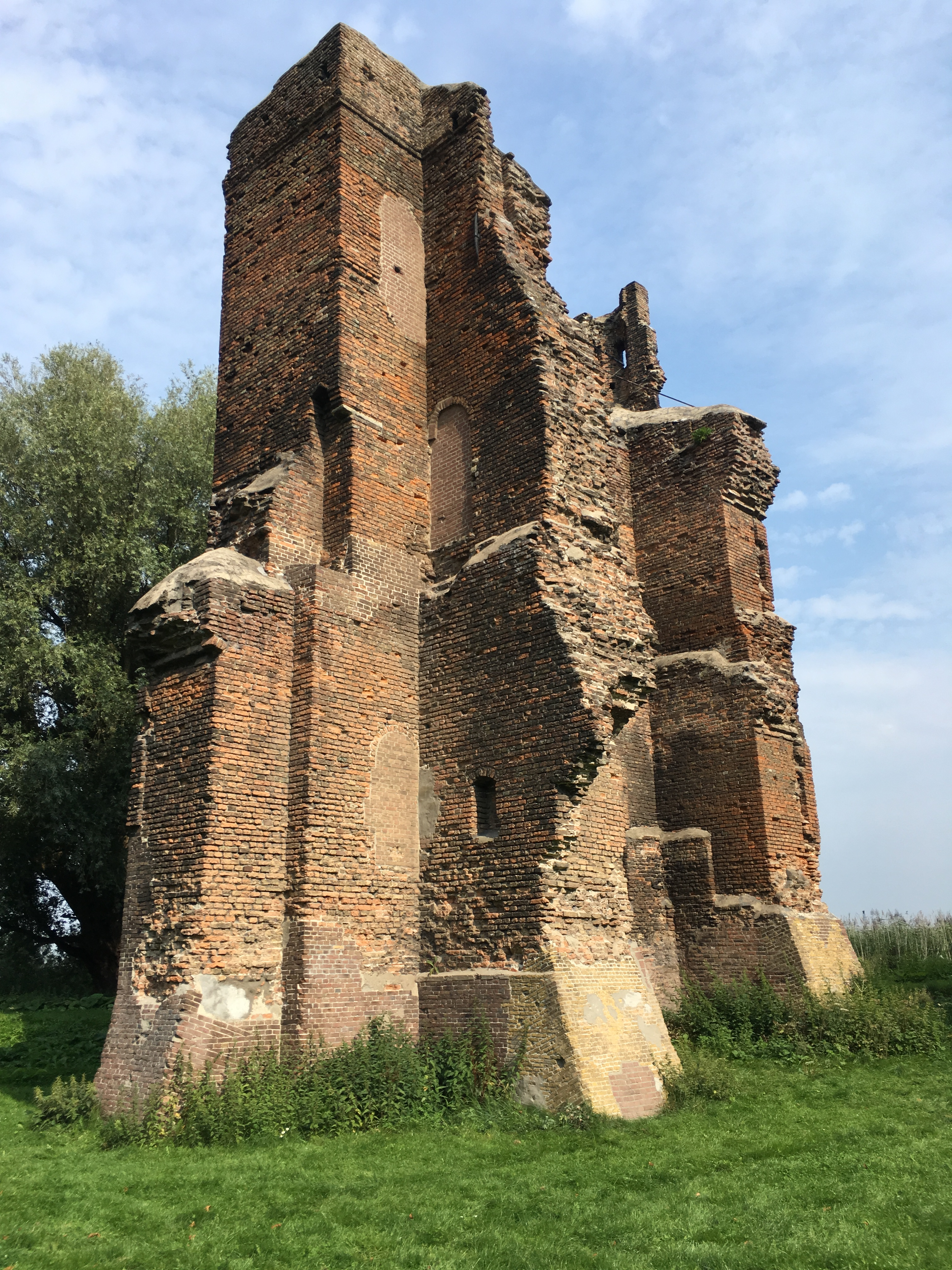